# Marcio Reolon
Marcio Reolon é um diretor de cinema, roteirista, produtor e ator brasileiro. 
Seu primeiro longa-metragem Beira-Mar estreou mundialmente na Mostra Forum do Festival de Cinema de Berlim em 2015. No Brasil o filme estreou no Festival do Rio, onde  foi o vencedor do prêmio de Melhor Filme da mostra Novos Rumos e do Prêmio Especial do Júri Félix. 
Em 2018, seu segundo longa Tinta Bruta estreou na Mostra Panorama do Festival de Cinema de Berlim em 2018, vencendo o prestigiado Teddy Award de Melhor Filme, bem como o prêmio C.I.C.A.E. de melhor filme da mostra Panorama. No Brasil, Tinta Bruta foi o grande vencedor do Festival do Rio, com os prêmios de Melhor Filme, Melhor Roteiro, Melhor Ator e Melhor Ator Coadjuvante. Tinta Bruta foi exibido em mais de 100 festivais de cinema ao redor do mundo, ganhando mais de 30 prêmios, e esteve em várias listas de melhores filmes de 2018 e melhores filme da década.
Frequentemente escreve e dirige seus filmes em conjunto com Filipe Matzembacher.